# 1990 QX1
1990 QX1 är en asteroid i huvudbältet som upptäcktes den 22 augusti 1990 av den amerikanske astronomen Henry E. Holt vid Palomarobservatoriet.
Asteroiden har en diameter på ungefär 3 kilometer.